# Gobionellus
A Gobionellus a csontos halak (Osteichthyes) főosztályának a sugarasúszójú halak (Actinopterygii) osztályába, ezen belül a sügéralakúak (Perciformes) rendjébe, a gébfélék (Gobiidae) családjába és a Gobionellinae alcsaládjába tartozó nem.

## Rendszerezés
A nembe az alábbi 7 faj tartozik:
- Gobionellus daguae (Eigenmann, 1918)
- Gobionellus liolepis (Meek & Hildebrand, 1928)
- Gobionellus microdon (Gilbert, 1892)
- Gobionellus munizi Vergara R., 1978
- Gobionellus occidentalis (Boulenger, 1909)
- Gobionellus oceanicus (Pallas, 1770)
- Gobionellus stomatus Starks, 1913